# Kurtheater Norderney
Das Kurtheater Norderney befindet sich am nördlichen Rand des Kurplatzes im Ortszentrum der Nordseeinsel Norderney. Das im Stil eines kleinen Residenztheaters nach dem Vorbild des Opernhauses in Hannover gestaltete Kurtheater wurde 1894 eröffnet und ist damit eines der ältesten Theater in Ostfriesland. Es wurde in den 1920er-Jahren von der Stadt Norderney übernommen und dient seit den 1950er-Jahren als Spielstätte der Landesbühne Niedersachsen Nord (LBNN). Seit 1923 wird das Haus auch als Kino genutzt, das sich einen Namen unter anderem als Veranstaltungsort des Internationalen Filmfestes Emden-Norderney gemacht hat. 1987 wurde das Gebäude unter Denkmalschutz gestellt. Im Oktober 2019 wurden Risse im Mauerwerk des Gebäudes festgestellt. Das Haus wurde daraufhin zur Sicherheit geschlossen. Die Sanierungsarbeiten dauerten bis zum Herbst 2021.

## Geschichte

### Vorgeschichte
Norderney gehörte zwischen 1815 und 1866 zum Königreich Hannover. In dieser Zeit entwickelte sich der Badeort, der ab 1836 Sommerresidenz von König Georg V. war, zu einem Zentrum des höfischen und gesellschaftlichen Lebens. Das Welfenhaus lud mehrfach international bekannte Künstler auf die Insel ein. Neben der schwedischen Opernsängerin Jenny Lind, die 1854 zwei Wohltätigkeitskonzerte im Conversationshaus gab, reiste der Hofschauspieler Karl August Devrient 1857 zu einem  Rezitationsabend an. Regelrechte Theateraufführungen scheint es auf Norderney jedoch nicht vor 1868 gegeben zu haben. In diesem Jahr war die Truppe des Emder Theaterdirektors Adolf Basté zu einem Gastspiel auf die Insel eingeladen worden. Als erste regelrechte Theatersaison gilt der Sommer 1872, als das Hannoveraner Theater an 16 Abenden Lustspiele, vor allem Einakter, darbot. In den darauffolgenden Jahren gab es lediglich punktuell Theateraufführungen „zur Unterhaltung bei Regenwetter“, so etwa Sketch-Programme und Lesungen.
Ein kontinuierlicher Theaterbetrieb entwickelte sich nicht vor den 1890er-Jahren. Lange bemühten sich die Gastronomen der Insel darum, ihren Gästen Zerstreuung zu bieten. Sie organisierten vornehmlich Kleinkunstvorführungen und engagierten mehrmals den Zauberkünstler Samuel Bellachini oder Bauchredner. Allmählich wuchs jedoch der Bedarf für ein festes Theater mit Spielbetrieb im Sommer.

### Erste Spielzeiten

Kurtheater Norderney um 1900

Der Hotelier Gustav Weidemann, der eines der führenden Häuser auf Norderney, das Deutsche Haus (später Schuchards Hotel), leitete, begann im November 1893 im großen Restaurationsgarten seines Hotels ein Theatergebäude zu errichten. Der Standort in der Nähe des Kurzentrums war für Einheimische und Gäste bequem zu erreichen. Schon im darauffolgenden Sommer war der Bau des Hannoveraner Architekten Johannes Holekamp, der insgesamt 80.000 Mark gekostet hatte, fertiggestellt. Feierlich eröffnet wurde das Theater am 1. Juli 1894 mit der Komödie Der Herr Senator von Franz von Schönthan und Gustav Kadelburg. Das Kur-Theater (damalige Schreibweise) stand in dieser ersten Spielzeit unter der Direktion von Carl Waldmann, dem Eigentümer des privaten Residenz-Theaters in Hannover. Das Ensemble der beiden Häuser bestand aus 21 Damen und 21 Herren sowie 26 Technikern. Mit dem Repertoire, das vor allem aus Lustspielen von Erfolgsautoren wie Adolph L’Arronge, Ludwig Fulda und Franz von Schönthan bestand, passte sich Waldmann dem Unterhaltungsbedürfnis des Badepublikums an; nicht fehlen durften die Klassiker Charleys Tante und Der Raub der Sabinerinnen. Als Besonderheit stand mit der einaktigen Operette Lieschen und Fritzchen von Jacques Offenbach auch ein kleineres Werk des Musiktheaters auf dem Programm. Die letzte Vorstellung der ersten Saison fand am 16. September 1894 statt.
Auch wenn sich die Konzerte der Königlichen Badekapelle noch größerer Beliebtheit erfreuten, konnte sich das Theater als neue Attraktion etablieren. An der Ausrichtung des Programms änderte sich in den Jahren bis zum Ersten Weltkrieg zunächst wenig. Es wurden ausschließlich gängige Stücke des leichten Genres gegeben, die nicht nur den Zuschauern gefielen, sondern auch den Vorteil hatten, dass sie auf die traditionellen Rollenfächer ausgerichtet waren. Notwendige Neubesetzungen waren auf diese Weise innerhalb kurzer Zeit zu bewerkstelligen, und auch prominente Darsteller konnten relativ problemlos auftreten. So gastierte als Höhepunkt der zweiten Saison der bekannte Hamburger Schauspieler Robert Nhil in einer Fulda-Inszenierung.
Die Direktion des Kurtheaters wechselte häufig. Nach dem Tod Waldmanns war kurzfristig Hans Gelling, der Leiter des Mecklenburgischen Hofschauspiels, für die Bühne zuständig. Später stellte Victor Arnold ein Ensemble mit Schauspielern unter anderem aus Berlin, Danzig und Magdeburg zusammen. In kleineren Ansätzen versuchte er vom konventionellen Unterhaltungstheater abzuweichen. 1904 und 1906 trat er selbst als Professor Dühring in Frank Wedekinds Stück Der Kammersänger auf und erhielt gute Kritiken. Zum 100. Todestag von Friedrich Schiller gelangte 1905 das Schauspiel Die Räuber auf die Bühne des Kurtheaters; in der Rolle des alten Moor war mit Jann Berghaus der spätere Präsident des Regierungsbezirks Aurich zu sehen. 1908 hatte die Bühne mit der Militärhumoreske Der Kaisertoast eine ihrer wenigen Uraufführungen. Autor war neben Walter Turszinsky ein Freiherr von Schlicht, ein Pseudonym, hinter dem sich der Berliner Satiriker Wolf Ernst Hugo Emil von Baudissin verbarg. Die wichtigsten Schauspieler des Kurtheaters wurden, wie an renommierteren Häusern, einmal pro Saison mit einer Benefizvorstellung geehrt, bei der sie mit einer Glanzrolle auftreten durften und den Löwenanteil der Einnahmen erhielten.

### 1914 bis 1945
Der Badebetrieb kam während des Ersten Weltkrieges völlig zum Erliegen, und auch nach 1918 entwickelte sich der Tourismus nur langsam. Am 18. April 1921 beschloss die Stadt Norderney, die Bühne, die sich zuletzt im Besitz des Hoteliers Werner Friedrich befunden hatte, für einen Preis von 155.000 Mark zu übernehmen. Teile der Ausstattung waren während der Kriegsjahre auf mysteriöse Weise verschwunden, auch entsprach das Theater nicht mehr in allen technischen Details den gestiegenen Ansprüchen. Das Haus erhielt deshalb unter anderem eine neue Bühnenbeleuchtung und wurde auch sonst aufwendig renoviert. Trotz dieser Maßnahmen erwies sich die Bespielung des Hauses als außerordentlich schwierig. Die Konzertdirektion Leonhardt in Berlin, die mit der Programmgestaltung beauftragt worden war, spielte zunächst mit dem Gedanken eines Opernschwerpunktes unter Aufbietung von bekannten Solisten wie Grete Merrem-Nikisch und Richard Tauber, doch sie wagte es letztendlich nicht, das finanzielle Risiko einzugehen. Stattdessen organisierte die Direktion Einzelabende mit wechselnden Gastspielen, die allerdings das Publikum nicht in erwünschtem Maße erreichten. Die darauffolgende Saison (Sommer 1922) wurde bei nach wie vor mäßigem Besucherzuspruch größtenteils vom Oldenburgischen Landestheater und vom Hamburger Thalia-Theater bestritten. Binnen zweier Jahre häufte sich ein beträchtliches Defizit an; die Saison im Inflationsjahr 1923 musste sogar ganz entfallen.
Auf diese Probleme reagierte man mit zum Teil neuen Konzepten. Schon 1922 wurde ein Theater in den Dünen vorbereitet, das sich auf das zu dieser Zeit populär werdende Freilichttheater spezialisierte. Zur Aufführung gelangte unter anderem ein mit Lokalkolorit angereichertes Laienspiel (Gudrun) des deutschen Kunsthistorikers Walter Curt Zwanziger, an dem 27 junge Norderneyer teilnahmen. 1923 erfolgte im Kurtheater der Einbau einer Einrichtung für Filmvorführungen, die das Spektrum der Kulturangebote auf Norderney erweiterte. Mitte der zwanziger Jahre wurde außerdem der Heimatverein Norderney ins Leben gerufen, der der Bühne neue inhaltliche Impulse vermittelte. Den Anstoß zur Gründung des Heimatvereins hatte vor allem eine Inszenierung des Alten Norderneyer Pfingstspiels gegeben, die im Mai 1926 durch den Vorsitzenden des Sächsischen Heimatbundes, den Puppenspieler Oswald Hempel, erarbeitet worden war. Die „Pflege des Heimatsinns“, zu der man sich nun bekannte, führte 1927 zu einer Produktion des niederdeutschen Märchens De Fischer un sien Fru, der weitere Theateraufführungen in plattdeutscher Sprache sowie regelmäßig „ostfriesische Heimatabende“ folgten. Im Laufe der Jahre präsentierte die Bühne zahlreiche Klassiker der niederdeutschen Bühnenliteratur von Autoren wie August Hinrichs, Gorch Fock, Alma Rogge und Karl Bunje.
Mit Beginn des Zweiten Weltkrieges wurde Norderney, wie schon zwischen 1914 und 1918, zur Seefestung ausgebaut, doch brach der Kulturbetrieb diesmal nicht völlig zusammen. Bis in die letzte Phase des Krieges wurden Filme im Kurtheater gezeigt und gelegentlich niederdeutsche Theaterstücke aufgeführt. Im Juli 1944 konstituierte sich die Soldatenbühne Norderney, die auf eine Initiative von Herbert Paris zurückging, einem Leutnant der Marine aus einer theaterbegeisterten Familie. Als künstlerischer Leiter der neuen, im Kurtheater beheimateten Bühne fungierte der Obergefreite Kurt Schmengler, der in Danzig eine Schauspielschule besucht hatte und auf Norderney seine ersten größeren Rollen spielte. Nach dem Krieg gehörte er zeitweise dem Berliner Ensemble an; seine Paraderolle in Bertolt Brechts Galilei führte ihn in den siebziger Jahren an das Kurtheater zurück. Auch Schmengler versorgte sein Publikum, nun überwiegend Soldaten, mit Boulevardtheater, das nun jedoch nicht nur zur Unterhaltung beitrug, sondern auch die Kriegsmoral heben sollte. Neben Schwänken wie Friedrich Forsters Antiquitäten oder Die keusche Kunigunde brachte er mit dem Dreiakter Eismeervolk der überzeugten norwegischen Nationalsozialisten Lars Hansen und  Karl Holter ein Schauspiel auf die Bühne, das im Dritten Reich eine große Popularität erreicht hatte.

### Nach 1945

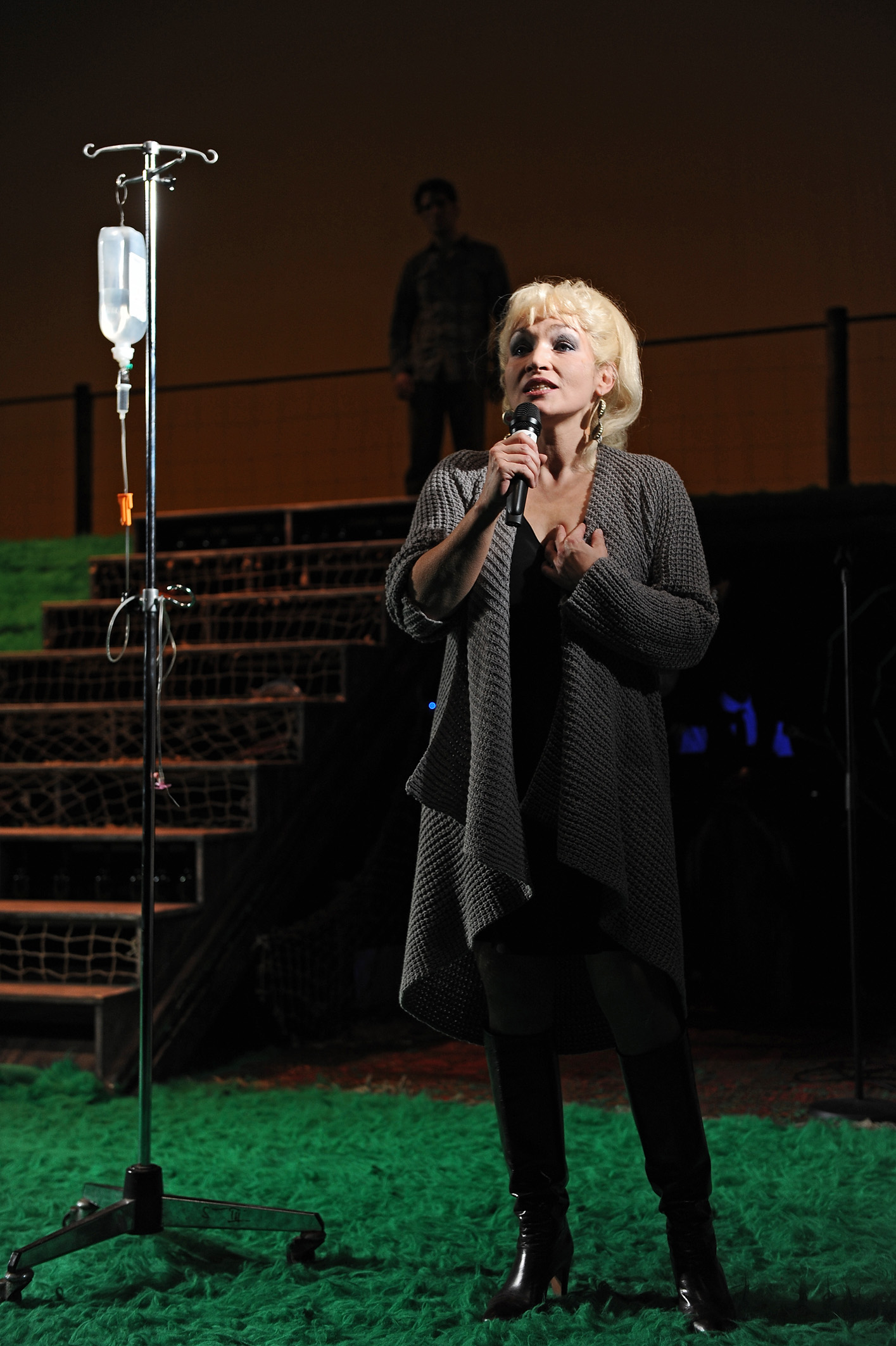
Szene aus Meta, Norddeich, Saison 2009/2010

Nach Kriegsende war das Bedürfnis nach traditioneller Bildung und einem ideologiefreien Kulturangebot überall in Deutschland groß. In Ostfriesland entstanden in den ersten Nachkriegsjahren nicht weniger als 46 verschiedene Theater; selbst kleinere Orte wie Greetsiel oder Pewsum unterhielten eigene Häuser. Auf Norderney etablierte sich, wiederum unter Leitung von Herbert Paris, die Neue Bühne, die sich vor allem auf die Laienschauspieler der ehemaligen Soldatenbühne stützen konnte. Hinzu kamen weibliche Darsteller und einige wenige Berufsschauspieler. Dieses Ensemble benutzte das Kurtheater regelmäßig als Spielort. Im Winter, außerhalb der Badesaison, mangelte es an Publikum auf der Insel, so dass die Neue Bühne auch einzelne Orte auf dem Festland ansteuerte, beispielsweise Norden und Marienhafe. Auf Dauer verfügte die Neue Bühne jedoch über kein gesichertes finanzielles Fundament. Sie ging schließlich eine Fusion mit den in Leer ansässigen Ostfriesischen Kammerspielen ein. Das auf diese Weise neu entstandene Theater bezeichnete sich ab Juni 1948 als Ostfriesische Landesbühne und hatte seinen Sitz in Leer. 1952 entstand aus dem Theater die noch existierende Landesbühne Niedersachsen Nord (LBNN) mit Stammhaus in Wilhelmshaven. Von Anfang an gehörte Norderney zum Spielgebiet des Theaters, das turnusgemäß das Kurtheater besuchte.
Die Landesbühne knüpfte an die Tradition an und bespielte das Kurtheater jährlich von Juli bis Mitte September, außerdem fanden Vorstellungen an einzelnen Abenden im Winter statt. Verantwortlich für die Sommerspielzeiten war zunächst Herbert Paris, der bis 1955 zusammen mit Wilhelm Grothe als Intendant der LBNN wirkte und die Verhältnisse auf Norderney genau kannte. Das Repertoire bestand wiederum hauptsächlich aus leichten Stücken, doch vereinzelt wurde das Publikum auch mit aktuellen Werken wie Jean-Paul Sartres Drama Geschlossene Gesellschaft konfrontiert. Daneben fanden häufig Gastspiele mit prominenten Künstlern statt, so etwa mit dem Tänzer und Pantomimen Harald Kreutzberg. Auch der Heimatverein nahm seine Tätigkeit wieder auf und produzierte in den Wintermonaten ein Programm vor allem für die Inselbevölkerung. Eine zweite Amateurtheatergruppe versammelte sich ab 1951 um Hansjörg Martin, der sich ab den 1960er-Jahren einen Namen als Autor von Kriminalromanen machte. Sie präsentierte einige Jahre lang Märchenstücke für junge Zuschauer im Kurtheater.
Diese Struktur, Sommerspielzeiten der Landesbühne, einzelne Inszenierungen im Winter, Produktionen von Laientheatern sowie Gastspiele, Lesungen und Kleinkunst, blieb jahrzehntelang nahezu unangetastet. Große Bedeutung erlangte jedoch allmählich das Kino, besonders nachdem 1961 der ehemalige Kommandant des Seenotflugkommandos, Karl Born, das neue Filmstudio im Theater einrichtete. Mit seinem mehrfach ausgezeichneten Programm hatte er auf Anhieb Erfolg beim Publikum; innerhalb der ersten zehn Jahre strömten annähernd 500.000 Kinobesucher in das Kurtheater. Regelmäßige Filmkunstwochen widmeten sich schwerpunktmäßig der Filmproduktion einer bestimmten Region, 1965 z. B. dem polnischen und russischen Kino. Seit 1990 führt das Internationale Filmfest Emden-Norderney, das sich auf den nordwesteuropäischen Raum spezialisiert hat und unter anderem neueste britische und irische Produktionen präsentiert, diese Tradition fort.
Wich die Landesbühne vom Angebot des reinen Unterhaltungstheaters ab, reagierte das Badepublikum gelegentlich mit Unverständnis. Im Sommer 1980 stand die subversive Farce Bezahlt wird nicht! des späteren Literaturnobelpreisträgers Dario Fo auf dem Programm des Kurtheaters. Unter anderem vom kommunistischen Gedankengut einzelner Figuren fühlten sich viele Zuschauer derart provoziert, dass sie schon nach 20 Minuten unter Protesten und Zwischenrufen das Theater verließen. Erfahrungen dieser Art, aber auch generelle künstlerische Bedenken gegen ein anspruchsloses Programm führten dazu, dass die Sommerspielzeiten schließlich aufgegeben wurden. Bevor sich der damalige Intendant der Landesbühne, Georg Immelmann, zu diesem Schritt entschloss, versuchte er, die literarische Qualität des Spielplans schrittweise zu erhöhen. Sogar zwei deutschsprachige Erstaufführungen kamen am Kurtheater zustande. Während Willy Russells Komödie Educating Rita im Juli 1981 überwiegend Beifall fand, wunderten sich die Kritiker im Falle von Sławomir Mrożeks Zwei-Personen-Kammerspiel Der Vertrag (August 1987) darüber, dass die deutsche Premiere ausgerechnet an einem so kleinen und abgelegenen Haus stattfand. Seit Anfang der 1990er-Jahre gastiert die Landesbühne nicht mehr nur in den Sommermonaten auf Norderney, sondern zeigt ihr Repertoire über die ganze Saison verteilt auf der Nordseeinsel.
Zu den größten Erfolgen der jüngeren Vergangenheit zählt die Inszenierung des Rockmusicals Meta, Norddeich (Saison 2009/2010) über das Leben der Norder Wirtin und Diskothekenbetreiberin Meta Rogall. Die Aufführungen fanden stets vor ausverkauftem Haus statt.

## Architektur

### Höfisches Mehrzwecktheater

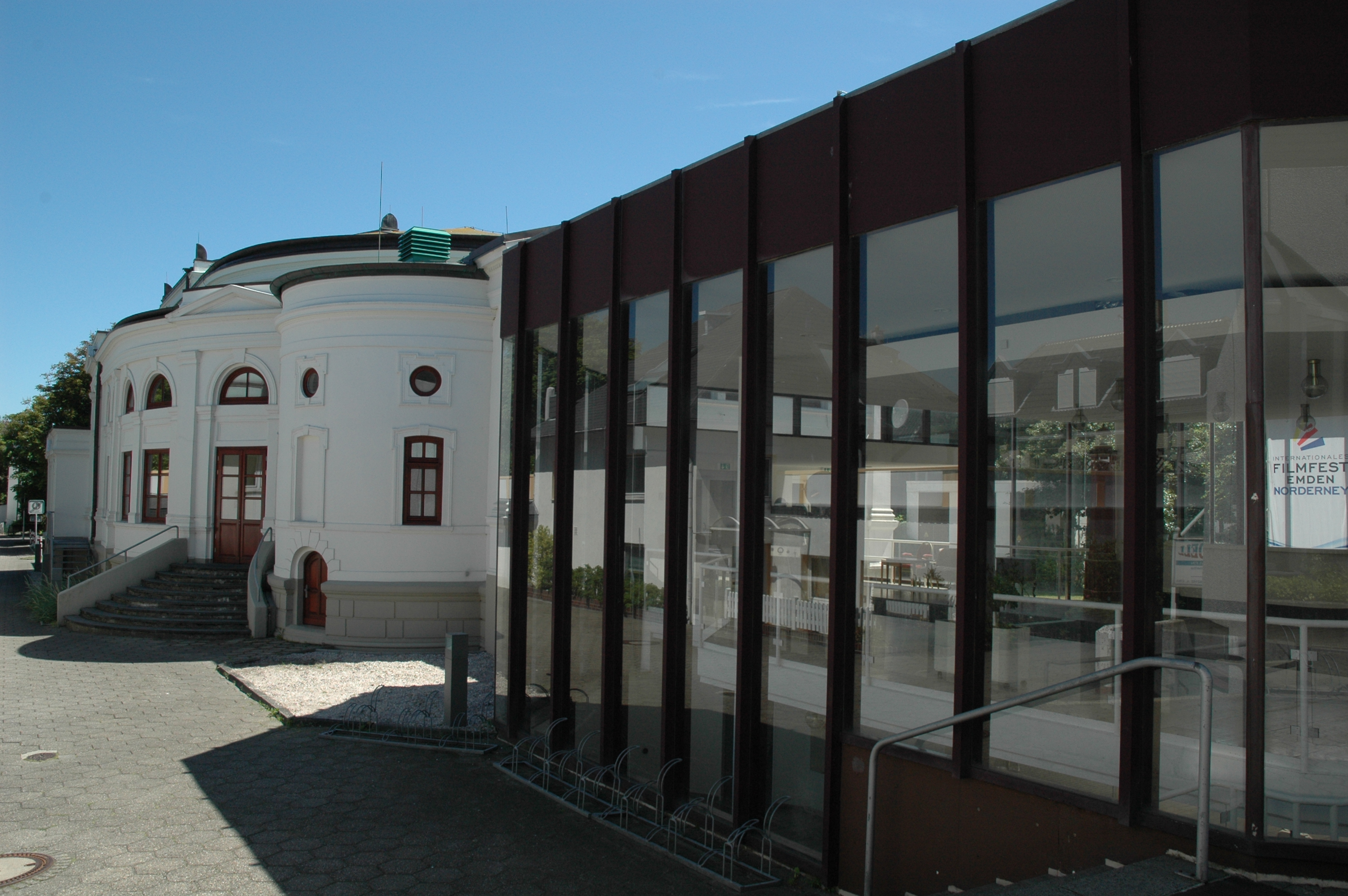
Kurtheater von Nordwesten aus gesehen mit dem neuen Eingangsbereich vor dem ehemaligen Portal

Der spätklassizistische Bau des Architekten Johannes Holekamp orientierte sich am Opernhaus in Hannover, auch wenn er in seinen Ausmaßen wesentlicher bescheidener ausfiel. Eine zweite Inspirationsquelle war das 1893 fertiggestellte Oldenburgische Staatstheater des Architekten Paul Zimmer. Vom Bautyp her entspricht das Kurtheater damit dem höfisch-öffentlichen Mehrzwecktheater. Auf einen regelrechten Portikus wurde an dem Gebäude mit der typisch weißen Fassadenfarbe der Bäderarchitektur verzichtet, ursprünglich jedoch nicht auf ein repräsentatives Portal mit Dreiecksgiebel und Triglyphenfries. Es bestand aus mehreren, von schlanken Pilastern umrahmten Schwingtüren, einer Kombination von rundbogigen und rechteckigen Fenstern sowie einem großzügigen achtstufigen Treppenaufgang. Zwei Rotundensegmente des Gebäudes sind durch Rechteck- und Blindfenster sowie durch Ochsenaugen im Obergeschoss gegliedert. Die Fassade ist unter anderem mit neobarocken Bastionsplaketten geschmückt. 1913 wurden nach Osten zwei Requisitenräume angebaut.
Der von korinthischen Metallsäulen umstellte zweistöckige Zuschauerraum ist in Weiß, Gold und Rot, den seinerzeit bevorzugten Farben für Theaterinnenräume, gehalten. Mit der Unterteilung in Parkett, Parkett- und Orchesterlogen, Ranglogen und Balkonlogen folgt der Bau den Gestaltungsmerkmalen des Hoftheaters und nicht den zeitgenössischen Saalbauten. Der Hauptvorhang, den der kaiserliche Hofmaler Otto Heyden gestaltet hatte, stellte ursprünglich Apollon auf dem Sonnenwagen dar. Heute verwendet das Theater einen einfarbigen roten Vorhang, der manuell und elektrisch zu bedienen ist.
Die Bühne des Kurtheaters war von Beginn an großzügig dimensioniert, während das Foyer und die Nebenräume für Schauspielergarderoben und Fundus schon bald als zu klein empfunden wurden. Umbaumaßnahmen hatten mehrmals zum Ziel, die Raumaufteilung im Theater zu verbessern. Anfang der 1960er-Jahre sollten Anbauten mehr Platz schaffen, doch sie passten nach Auffassung der Bevölkerung nicht zum architektonischen Gesamtbild und waren umstritten. Schon 1970 wurden sie wieder abgetragen. Fünf Jahre später, 1975, beschloss der Rat der Stadt Norderney, das Kurtheater in einen Neubaukomplex einzubeziehen, der den Namen Haus der Insel erhielt. Seitdem ist das zuvor frei stehende elegante Gebäude Teil eines Ensembles; das ursprüngliche Portal dient nicht mehr als Haupteingang. Im Zuge des neuerlichen Umbaus wurde auch das Bühnenhaus komplett renoviert, die gesamte technische Anlage überholt und ein neuer Orchestergraben geschaffen. Heute verfügt das Theater, das einst für etwa 500 Zuschauer konzipiert worden war, über 363 Sitzplätze, die mit rotem Kordsamt bezogen sind. Die Bühne ist 9,65 Meter breit und 5 Meter tief; die Zughöhe beträgt 8 Meter.

### Heine-Denkmal

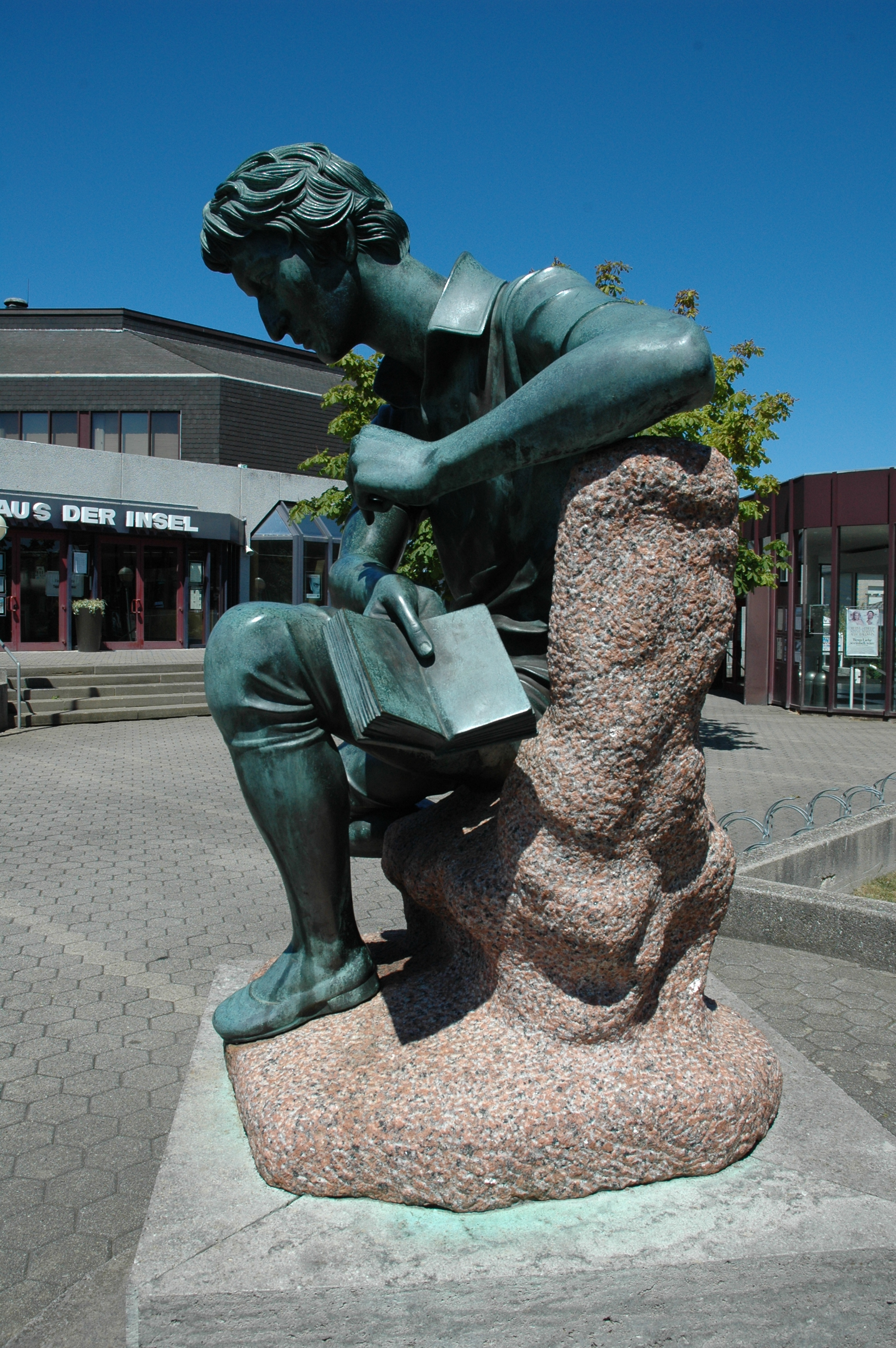
Die Heine-Plastik von Arno Breker. Sie stand zwischen 1983 und 2020 auf dem Platz vor dem 1977 eingeweihten und 2020 abgerissenen Haus der Insel und dem Kurtheater.

Heinrich Heine hatte 1825 und in den beiden folgenden Jahren Norderney besucht und seine Eindrücke literarisch verarbeitet. Seit Herbst 1983 bis 2020 stand vor dem Kurtheater ein Denkmal zu Ehren des Dichters. Es geht auf einen Entwurf des Bildhauers und Architekten Arno Breker aus dem Jahr 1930 zurück.
Breker wohnte damals in Paris, reagierte aber regelmäßig auf deutsche Ausschreibungen. Mit seinem Heine-Entwurf gewann er 1932 den zweiten Preis in einem Wettbewerb der Stadt Düsseldorf, der Geburtsstadt Heines. Nach der Machtergreifung durch die Nationalsozialisten, die auf der Grundlage ihrer antisemitischen Ideologie Person und Werk Heines verunglimpften, war eine Aufstellung des Denkmals im öffentlichen Raum unmöglich. Breker siedelte sich Ende 1933 in Berlin an und stieg zum prominentesten Bildhauer des Dritten Reiches auf. Am 10. September 1937 beantragte er die Mitgliedschaft in der NSDAP.
1979 gründete sich in Düsseldorf eine Heinrich-Heine-Denkmal-Gesellschaft, die sich dafür einsetzte, Brekers Entwurf ausführen zu lassen. Ein Jahr darauf begann der Künstler ein achtzig Zentimeter hohes Modell anzufertigen, das einen hockenden Jüngling mit einem Buch in der Hand darstellte. Dieses Modell wurde in Paris im Verhältnis 1:2 auf 160 cm vergrößert und in Bronze gegossen. Der Kulturausschuss der Stadt Düsseldorf lehnte die Aufstellung der Plastik jedoch ebenso ab wie die Stadt Lüneburg, in der Heine mit seinen Eltern zeitweise gelebt hatte.
Die Gesellschaft entschloss sich daraufhin, das Denkmal im Einverständnis mit Breker der Stadt Norderney zu schenken. Obwohl der Stadtrat das Geschenk einstimmig annahm, bildete sich eine Bürgerinitiative Heine ja – Breker nein, die Kritik an der nationalsozialistischen Vergangenheit des Bildhauers übte. Unter heftigen Protesten der Bevölkerung und begleitet von einer kritischen Stellungnahme des PEN-Zentrums in London wurde die Plastik dennoch am 6. Dezember 1983 vor dem Kurtheater aufgestellt. Auf der nach Osten zeigenden Seite des Sockels ist der Text eingraviert:

„ICH LIEBE DAS MEER WIE MEINE SEELE – HEINE AUF NORDERNEY 1826“

Er nimmt Bezug auf Heines Zyklus Die Nordsee, der auf Norderney entstanden ist.
Mit dem Abriss des „Haus der Insel“ im Frühjahr 2020 wurde das Denkmal abgebaut und zunächst eingelagert. Ob es wieder aufgestellt wird, sei noch nicht entschieden, so der Norderneyer Bürgermeister Frank Ulrich im Januar 2020.